# Alicja Sinicka
Alicja Sinicka (ur. 15 kwietnia 1987 w Strzelinie) – polska pisarka, autorka thrillerów psychologicznych z gatunku domestic noir oraz książek dla dzieci.

## Życiorys
Alicja Sinicka ukończyła Liceum Ogólnokształcące im. Jana III Sobieskiego w Oławie – to miasto stało się później miejscem wydarzeń w jej powieściach. Jest absolwentką Uniwersytetu Ekonomicznego we Wrocławiu oraz Politechniki Wrocławskiej. Z wykształcenia jest ekonomistką.
Pracowała w korporacji 3M jako kontroler finansowy. Twórczością literacką zajęła się w 2015 roku. Jej książki wykazują cechy thrillera i romansu, porusza w nich tematykę trudnych, nierzadko toksycznych relacji damsko-męskich, w tym opartych na korzyściach finansowych (sponsoring). 
Charakterystycznymi motywami powieści Sinickiej są obsesja i symetria. Debiut wydawniczy Sinickiej, Oczy wilka, został pozytywnie przyjęty przez czytelników i wzbudził zainteresowanie pisarką, co zaowocowało kolejnymi powieściami. 
Powieść Stażystka, wydana w styczniu 2020 roku nakładem Wydawnictwa Kobiecego, dotarła do finału plebiscytu „Książka roku 2020” portalu Lubimyczytać.pl w kategorii „Kryminał, sensacja, thriller”. Książka ta rozpoczęła cykl powieściowy z akcją osadzoną w Oławie. 
W 2020 roku Sinicka znalazła się na 8. miejscu w rankingu najpoczytniejszych współczesnych polskich pisarzy według raportu Biblioteki Narodowej.
Audiobook Uśpiona czytany przez Annę Dereszowską został nominowany do Bestsellerów Empiku za rok 2022
Autorka z mężem Rafałem ma dwoje dzieci: Oskara i Hannę.

## Twórczość
- Oczy wilka, ISBN 978-83-66520-98-1; cykl Oczy wilka, tom 1
- W jego oczach, ISBN 978-83-66338-69-2; cykl Oczy wilka, tom 2
- Otwórz oczy, ISBN 978-83-66520-67-7; cykl Oczy wilka, tom 3
- Winna, ISBN 978-83-66134-79-9
- Stażystka, ISBN 978-83-66436-57-2
- Obserwatorka, ISBN 978-83-66520-75-2
- Służąca, ISBN 978-83-66718-10-4
- Będziesz tego żałować, ISBN 978-83-668-1599-5
- Uwikłana,  ISBN 978-83-670-1417-5
- Uśpiona, ISBN 978-83-280-9800-8
- Florystki, ISBN 978-83-831-8357-2
- Detektywi z podstawówki, Tajemnica dyrektora Bębenka, ISBN 978-83-67093-91-0
- Detektywi z podstawówki, Tajemnica woźnej Drucik, ISBN 978-83-8329-124-6